# Villaconejos de Trabaque
Villaconejos de Trabaque és un municipi de la província de Conca, a la comunitat autònoma de Castella-La Manxa.

## Demografia
| 1991 |  | 1996 |  | 2001 |  | 2004 |  | 2007 |
| ---- |  | ---- |  | ---- |  | ---- |  | ---- |
| 580  |  | 544  |  | 493  |  | 484  |  | 338  |